# Heidrun Polack
Heidrun Polack (* 18. Mai 1945) ist eine deutsche Schauspielerin.

## Wirken
Polack war in vielen Produktionen der DEFA zu sehen, wie zum Beispiel 1969 in Im Himmel ist doch Jahrmarkt unter der Regie von Horst Losansky. Mitte der 1970er-Jahre ging sie in den Westen und spielte dort fortan in Serien wie Sechs Millionen und Jauche und Levkojen mit. Eine größere Serienrolle hatte sie in Das Haus mit der Nr. 30.

## Filmografie
- 1967: Das Tal der sieben Monde
- 1969: Im Himmel ist doch Jahrmarkt
- 1971: Zwischen Freitag und morgen (Fernsehfilm)
- 1972: Polizeiruf 110: Das Haus an der Bahn (Fernsehreihe)
- 1973: Tandem mit Kettmann (Fernsehfilm)
- 1973: Der Staatsanwalt hat das Wort: Verurteilt auf Bewährung (Fernsehreihe)
- 1974: Alle Haare wieder (Fernsehfilm)
- 1975: Toggenburger Bock (Fernsehfilm)
- 1975: Polizeiruf 110: Ein Fall ohne Zeugen
- 1975: Geschwister
- 1977: Das Haus mit der Nr. 30 (Fernsehserie, sieben Folgen)
- 1978: Sechs Millionen (Fernseh-Mehrteiler)
- 1979: Jauche und Levkojen (Fernsehserie)
- 1980: Henry Angst
- 1981: Ein zauberhaftes Biest (Fernsehserie)
- 1982: Ruhe im Saal
- 1984: Eine Klasse für sich (Fernsehserie – Folge: Das Treffen der Ehemaligen)
- 1984: Auf einem langen Weg (Fernsehserie)
- 1985: Dagmar (Fernsehfilm)
- 1986: Äußerste Anspannung (Fernsehfilm)
- 1988: Links von den Pinguinen
- 1992: Jungbrunnen (Fernsehfilm)